# Euphorbia apicata
Euphorbia apicata är en törelväxtart som beskrevs av Louis Cutter Wheeler. Euphorbia apicata ingår i släktet törlar, och familjen törelväxter. Inga underarter finns listade i Catalogue of Life.